# Metalhead (Band)
Metalhead ist eine deutsche Heavy-Metal-Band.

## Geschichte
Laut des Musiklabels Killer Metal Records, das 2012 das selbstbetitelte Debütalbum veröffentlichte, fanden sich Stefan Sadzio (Gesang) und A.M. Draude (Gitarre) zum Jahreswechsel 2001/2002 zusammen, um im Rahmen eines Projektes vier Stücke für ein Demo aufzunehmen. Aus diesem Nukleus entwickelte sich eine Band, die ihre ersten Auftritte vor allem in Norddeutschland und mit einem größeren Anteil an Coverversionen absolvierte. Bereits 2006 hätte das ursprünglich für dieses Jahr avisierte Debütalbum der erste als CD veröffentlichte Tonträger bei Killer Metal Records werden sollen. Jedoch verzögerte sich aufgrund nicht näher genannter Aspekte diese Veröffentlichung, so dass es die zwölfte CD-Veröffentlichung wurde. Dabei wurde ein Stück der 2006 als bis dato einziges musikalisches Lebenszeichen veröffentlichten 7"-Single Demon wiederverwendet, die anderen sieben Stücke sind komplett neu geschrieben.

## Stil
Als Referenz zur Beschreibung des Stils zieht Götz Kühnemund, damaliger Chefredakteur des Rock Hard die Band Mercyful Fate gegen Ende der 1990er Jahre („Dead Again/9-Phase“) sowie stellenweise die ersten beiden Alben von Running Wild heran. Der Rezensent von Powermetal.de erkennt dagegen eher Anleihen bei Judas Priest. Bei Crossfire wird der Stil als „galoppierender, sehr amerikanisch angehauchter Metal“ bezeichnet.

## Rezeption
Im Rock Hard wurde das Debütalbum in Ausgabe 302 besprochen. Metalhead versammele „alle Klischees, die das Keep-It-True-Publikum so liebt, und strickt daraus acht gelungene Songs“, konstatiert Götz Kühnemund. Zudem sei der Sänger viel besser als die meisten ähnlich ausgerichteten Kollegen, da er sowohl den Heldentenor beherrsche als auch wie King Diamonds Zwillingsbruder klingen könne. Im Interview in der nachfolgenden Ausgabe hielt Andreas Himmelstein mit einem ähnlichen Tenor fest, das Album sei ein „weiteres Jahreshighlight in Sachen traditioneller Metal“ und der Sänger sei ein „wirklicher Ausnahmekönner“.
Bei dem E-Zine Terrorverlag hatte das Debütalbum bis Ende 2018 auf Basis von 54 Leserbewertungen eine durchschnittliche Bewertung von 9,1 von 10 möglichen Punkten. Bei Crossfire wurde dasselbe Album als „geiler Geheimtipp aus deutschen Landen, die (sic!) Fans von Bands wie Lizzy Borden, Liege Lord oder Metal Inquisitor definitiv gefallen sollten“ bezeichnet.
In der tabellarischen Übersicht der Rezensionen der jeweiligen Hefte wurde das Album im Heavy Magazine auf Platz 2 und im Rock Hard auf Platz 10 geführt.

## Diskografie
- 2006: Demon (7"-Single, Killer Metal Records)
- 2012: Metalhead (Album, Killer Metal Records)